# Lutas nos Jogos Pan-Americanos de 2023 - Qualificação
Abaixo está o sistema de qualificação e os comitês olímpico nacional qualificados as Lutas nos Jogos Pan-Americanos de 2023, programadas para serem realizadas em Santiago, no Chile, de 1 a 4 de novembro de 2023.

## Sistema de qualificação
Um total de 168 lutadores irão qualificar para competir nos jogos. O vencedor de cada categoria nos Jogos Pan-Americanos Júnior de 2021 em  Cali, Colômbia, tiveram qualificação automática, juntamente aos quatro melhores de cada categoria no Campeonato Pan-Americano de Lutas de 2022 e no Campeonato Pan-Americano de Lutas de 2023. O país-sede (Chile) recebeu uma vaga em cada evento, mas seus atletas devem competir em ambas as edições do Campeonato Pan-Americano. Se o Chile não qualificar em nenhum dos dois eventos, receberá a quarta vaga disponível no Campeonato Pan-Americano de Lutas de 2023. Outros seis convites (quatro masculinos e dois femininos) serão distribuídos para nações sem atletas qualificados e que tenham participado dos torneios qualificatórios.

## Linha do tempo
| Eventos                                   | Data                    | Local        |
| ----------------------------------------- | ----------------------- | ------------ |
| Jogos Pan-Americanos Júnior de 2021       | 1–4 de dezembro de 2021 | Cali         |
| Campeonato Pan-Americano de Lutas de 2022 | 5–8 de maio de 2022     | Acapulco     |
| Campeonato Pan-Americano de Lutas de 2023 | 4–7 de maio de 2023     | Buenos Aires |

## Sumário de classificação
| NOC                                 | Livre masculina | Livre masculina | Livre masculina | Livre masculina | Livre masculina | Livre masculina | Greco-romana masculina | Greco-romana masculina | Greco-romana masculina | Greco-romana masculina | Greco-romana masculina | Greco-romana masculina | Livre feminina | Livre feminina | Livre feminina | Livre feminina | Livre feminina | Livre feminina | Total |
| NOC                                 | 57              | 65              | 74              | 86              | 97              | 125             | 60                     | 67                     | 77                     | 87                     | 97                     | 130                    | 50             | 53             | 57             | 62             | 68             | 76             | Total |
| ----------------------------------- | --------------- | --------------- | --------------- | --------------- | --------------- | --------------- | ---------------------- | ---------------------- | ---------------------- | ---------------------- | ---------------------- | ---------------------- | -------------- | -------------- | -------------- | -------------- | -------------- | -------------- | ----- |
| ARG Argentina                       | X               | X               |                 |                 | X               | X               |                        | X                      |                        |                        | X                      |                        | X              |                |                |                |                | X              | 8     |
| BRA Brasil                          |                 |                 | X               | X               |                 |                 |                        | X                      | X                      | X                      | X                      | X                      | X              |                | X              | X              |                |                | 10    |
| CAN Canadá                          | X               | X               | X               | X               | X               | X               |                        |                        |                        |                        |                        |                        | X              |                | X              | X              | X              | X              | 11    |
| CHI Chile                           | X               | X               | X               | X               | X               | X               | X                      | X                      | X                      | X                      |                        | X                      |                | X              | X              | X              | X              |                | 15    |
| COL Colômbia                        | X               | X               |                 | X               | X               |                 | X                      | X                      | X                      | X                      |                        |                        |                | X              |                | X              | X              | X              | 12    |
| CRC Costa Rica                      |                 |                 |                 |                 | X               |                 |                        |                        |                        |                        |                        |                        |                |                |                |                |                |                | 1     |
| CUB Cuba                            | X               | X               | X               | X               | X               | X               | X                      | X                      | X                      | X                      | X                      | X                      | X              | X              | X              | X              | X              | X              | 18    |
| ECU Equador                         |                 |                 |                 |                 |                 |                 | X                      | X                      |                        |                        |                        |                        | X              | X              | X              | X              |                | X              | 7     |
| EAI Equipe de Atletas Independentes | X               |                 |                 |                 |                 |                 |                        |                        | X                      |                        |                        |                        |                |                |                |                |                |                | 2     |
| USA Estados Unidos                  | X               | X               | X               | X               | X               | X               | X                      |                        | X                      | X                      | X                      | X                      | X              | X              | X              | X              | X              | X              | 17    |
| HON Honduras                        |                 |                 | X               |                 |                 |                 |                        |                        |                        | X                      | X                      | X                      |                |                |                |                |                |                | 4     |
| JAM Jamaica                         |                 |                 |                 |                 |                 | X               |                        |                        |                        |                        |                        |                        |                |                |                |                |                |                | 1     |
| MEX México                          |                 |                 | X               | X               |                 |                 | X                      | X                      | X                      | X                      |                        | X                      |                | X              | X              | X              | X              | X              | 12    |
| PAN Panamá                          |                 |                 |                 |                 |                 |                 |                        |                        |                        |                        | X                      |                        | X              | X              |                |                |                |                | 3     |
| PER Peru                            |                 | X               |                 |                 |                 |                 | X                      | X                      |                        |                        |                        |                        |                | X              |                |                | X              |                | 5     |
| PUR Porto Rico                      | X               | X               | X               | X               |                 | X               |                        |                        | X                      |                        | X                      | X                      |                |                | X              |                |                |                | 9     |
| DOM República Dominicana            |                 | X               |                 |                 | X               | X               | X                      | X                      |                        | X                      | X                      | X                      |                |                |                |                | X              | X              | 10    |
| VEN Venezuela                       | X               |                 | X               | X               | X               | X               | X                      |                        | X                      | X                      | X                      | X                      | X              | X              | X              | X              | X              | X              | 16    |
| Total: 18 NOCs                      | 9               | 9               | 9               | 9               | 9               | 9               | 9                      | 9                      | 9                      | 9                      | 9                      | 9                      | 8              | 9              | 9              | 9              | 9              | 9              | 168   |

## Livre masculina

### 57 kg
| Competição                          | Vagas | Classificados                                                   |
| ----------------------------------- | ----- | --------------------------------------------------------------- |
| Jogos Pan-Americanos Júnior de 2021 | 1     | CUB Cuba                                                        |
| Campeonato Pan-Americano de 2022    | 4     | USA Estados Unidos PUR Porto Rico COL Colômbia CAN Canadá       |
| Campeonato Pan-Americano de 2023    | 3     | VEN Venezuela ARG Argentina EAI Equipe de Atletas Independentes |
| País-sede                           | 1     | CHI Chile                                                       |
| Convite                             | ASD   |                                                                 |
| Total                               | 9     |                                                                 |

### 65 kg
| Competição                          | Vagas | Classificados                                                    |
| ----------------------------------- | ----- | ---------------------------------------------------------------- |
| Jogos Pan-Americanos Júnior de 2021 | 1     | USA Estados Unidos                                               |
| Campeonato Pan-Americano de 2022    | 4     | PUR Porto Rico ARG Argentina DOM República Dominicana CAN Canadá |
| Campeonato Pan-Americano de 2023    | 3     | CUB Cuba PER Peru COL Colômbia                                   |
| País-sede                           | 1     | CHI Chile                                                        |
| Convite                             | ASD   |                                                                  |
| Total                               | 9     |                                                                  |

### 74 kg
| Competição                          | Vagas | Classificados                                 |
| ----------------------------------- | ----- | --------------------------------------------- |
| Jogos Pan-Americanos Júnior de 2021 | 1     | USA Estados Unidos                            |
| Campeonato Pan-Americano de 2022    | 4     | PUR Porto Rico CUB Cuba BRA Brasil MEX México |
| Campeonato Pan-Americano de 2023    | 3     | CAN Canadá VEN Venezuela HON Honduras         |
| País-sede                           | 1     | CHI Chile                                     |
| Convite                             | ASD   |                                               |
| Total                               | 9     |                                               |

### 86 kg
| Competição                          | Vagas | Classificados                                   |
| ----------------------------------- | ----- | ----------------------------------------------- |
| Jogos Pan-Americanos Júnior de 2021 | 1     | USA Estados Unidos                              |
| Campeonato Pan-Americano de 2022    | 4     | CUB Cuba PUR Porto Rico COL Colômbia MEX México |
| Campeonato Pan-Americano de 2023    | 3     | CAN Canadá VEN Venezuela BRA Brasil             |
| País-sede                           | 1     | CHI Chile                                       |
| Convite                             | ASD   |                                                 |
| Total                               | 9     |                                                 |

### 97 kg
| Competição                          | Vagas | Classificados                                                         |
| ----------------------------------- | ----- | --------------------------------------------------------------------- |
| Jogos Pan-Americanos Júnior de 2021 | 1     | CUB Cuba                                                              |
| Campeonato Pan-Americano de 2022    | 4     | USA Estados Unidos DOM República Dominicana CRC Costa Rica CAN Canadá |
| Campeonato Pan-Americano de 2023    | 3     | ARG Argentina COL Colômbia VEN Venezuela                              |
| País-sede                           | 1     | CHI Chile                                                             |
| Convite                             | ASD   |                                                                       |
| Total                               | 9     |                                                                       |

### 125 kg
| Competição                          | Vagas | Classificados                                         |
| ----------------------------------- | ----- | ----------------------------------------------------- |
| Jogos Pan-Americanos Júnior de 2021 | 1     | USA Estados Unidos                                    |
| Campeonato Pan-Americano de 2022    | 4     | CAN Canadá VEN Venezuela ARG Argentina PUR Porto Rico |
| Campeonato Pan-Americano de 2023    | 3     | JAM Jamaica CUB Cuba DOM República Dominicana         |
| País-sede                           | 1     | CHI Chile                                             |
| Convite                             | ASD   |                                                       |
| Total                               | 9     |                                                       |

## Greco-romana masculina

### 60 kg
| Competição                          | Vagas | Classificados                                                   |
| ----------------------------------- | ----- | --------------------------------------------------------------- |
| Jogos Pan-Americanos Júnior de 2021 | 1     | COL Colômbia                                                    |
| Campeonato Pan-Americano de 2022    | 4     | USA Estados Unidos MEX México PER Peru DOM República Dominicana |
| Campeonato Pan-Americano de 2023    | 3     | ECU Equador CUB Cuba VEN Venezuela                              |
| País-sede                           | 1     | CHI Chile                                                       |
| Convite                             | ASD   |                                                                 |
| Total                               | 9     |                                                                 |

### 67 kg
| Competição                          | Vagas | Classificados                                             |
| ----------------------------------- | ----- | --------------------------------------------------------- |
| Jogos Pan-Americanos Júnior de 2021 | 1     | CUB Cuba                                                  |
| Campeonato Pan-Americano de 2022    | 4     | COL Colômbia BRA Brasil DOM República Dominicana PER Peru |
| Campeonato Pan-Americano de 2023    | 4     | CHI Chile ECU Equador MEX México ARG Argentina            |
| País-sede                           | 0     | —                                                         |
| Convite                             | ASD   |                                                           |
| Total                               | 9     |                                                           |

- O Chile qualificou no Campeonato Pan-Americano de 2023, portanto a vaga de país-sede não foi utilizada.

### 77 kg
| Competição                          | Vagas | Classificados                                                                |
| ----------------------------------- | ----- | ---------------------------------------------------------------------------- |
| Jogos Pan-Americanos Júnior de 2021 | 1     | CUB Cuba                                                                     |
| Campeonato Pan-Americano de 2022    | 4     | EAI Equipe de Atletas Independentes BRA Brasil USA Estados Unidos MEX México |
| Campeonato Pan-Americano de 2023    | 3     | COL Colômbia VEN Venezuela PUR Porto Rico                                    |
| País-sede                           | 1     | CHI Chile                                                                    |
| Convite                             | ASD   |                                                                              |
| Total                               | 9     |                                                                              |

### 87 kg
| Competição                          | Vagas | Classificados                                                 |
| ----------------------------------- | ----- | ------------------------------------------------------------- |
| Jogos Pan-Americanos Júnior de 2021 | 1     | CUB Cuba                                                      |
| Campeonato Pan-Americano de 2022    | 4     | DOM República Dominicana MEX México COL Colômbia HON Honduras |
| Campeonato Pan-Americano de 2023    | 3     | VEN Venezuela USA Estados Unidos BRA Brasil                   |
| País-sede                           | 1     | CHI Chile                                                     |
| Convite                             | ASD   |                                                               |
| Total                               | 9     |                                                               |

### 97 kg
| Competição                          | Vagas | Classificados                                                     |
| ----------------------------------- | ----- | ----------------------------------------------------------------- |
| Jogos Pan-Americanos Júnior de 2021 | 1     | BRA Brasil                                                        |
| Campeonato Pan-Americano de 2022    | 4     | HON Honduras CUB Cuba DOM República Dominicana USA Estados Unidos |
| Campeonato Pan-Americano de 2023    | 4     | VEN Venezuela ARG Argentina PAN Panamá PUR Porto Rico             |
| País-sede                           | 0     | —                                                                 |
| Convite                             | ASD   |                                                                   |
| Total                               | 9     |                                                                   |

- O Chile não competiu na categoria no Campeonato Pan-Americano de 2023, portanto não recebeu vaga.

### 130 kg
| Competição                          | Vagas | Classificados                                                |
| ----------------------------------- | ----- | ------------------------------------------------------------ |
| Jogos Pan-Americanos Júnior de 2021 | 1     | CUB Cuba                                                     |
| Campeonato Pan-Americano de 2022    | 4     | BRA Brasil CHI Chile DOM República Dominicana PUR Porto Rico |
| Campeonato Pan-Americano de 2023    | 4     | HON Honduras VEN Venezuela USA Estados Unidos MEX México     |
| Convite                             | 0     | —                                                            |
| Total                               | 9     |                                                              |

- O Chile qualificou no Campeonato Pan-Americano de 2022, portanto todas as quatro vagas estarão disponíveis no Campeonato Pan-Americano de 2023.

## Livre feminina

### 50 kg
| Competição                          | Vagas | Classificados                                        |
| ----------------------------------- | ----- | ---------------------------------------------------- |
| Jogos Pan-Americanos Júnior de 2021 | 1     | ECU Equador                                          |
| Campeonato Pan-Americano de 2022    | 4     | USA Estados Unidos CAN Canadá ARG Argentina CUB Cuba |
| Campeonato Pan-Americano de 2023    | 4     | BRA Brasil PAN Panamá VEN Venezuela ASD              |
| País-sede                           | 0     | —                                                    |
| Convite                             | ASD   |                                                      |
| Total                               | 9     |                                                      |

- O Chile não competiu na categoria no Campeonato Pan-Americano de 2023, portanto não recebeu a vaga.

### 53 kg
| Competição                          | Vagas | Classificados                                           |
| ----------------------------------- | ----- | ------------------------------------------------------- |
| Jogos Pan-Americanos Júnior de 2021 | 1     | CUB Cuba                                                |
| Campeonato Pan-Americano de 2022    | 4     | USA Estados Unidos ECU Equador VEN Venezuela MEX México |
| Campeonato Pan-Americano de 2023    | 3     | PER Peru PAN Panamá COL Colômbia                        |
| País-sede                           | 1     | CHI Chile                                               |
| Convite                             | ASD   |                                                         |
| Total                               | 9     |                                                         |

### 57 kg
| Competição                          | Vagas | Classificados                                       |
| ----------------------------------- | ----- | --------------------------------------------------- |
| Jogos Pan-Americanos Júnior de 2021 | 1     | CUB Cuba                                            |
| Campeonato Pan-Americano de 2022    | 4     | MEX México BRA Brasil CAN Canadá USA Estados Unidos |
| Campeonato Pan-Americano de 2023    | 3     | ECU Equador VEN Venezuela PUR Porto Rico            |
| País-sede                           | 1     | CHI Chile                                           |
| Convite                             | ASD   |                                                     |
| Total                               | 9     |                                                     |

### 62 kg
| Competição                          | Vagas | Classificados                                       |
| ----------------------------------- | ----- | --------------------------------------------------- |
| Jogos Pan-Americanos Júnior de 2021 | 1     | VEN Venezuela                                       |
| Campeonato Pan-Americano de 2022    | 4     | CAN Canadá USA Estados Unidos BRA Brasil MEX México |
| Campeonato Pan-Americano de 2023    | 4     | CHI Chile COL Colômbia CUB Cuba ECU Equador         |
| País-sede                           | 0     | —                                                   |
| Convite                             | ASD   |                                                     |
| Total                               | 9     |                                                     |

- O Chile qualificou no Campeonato Pan-Americano de 2023, portanto a vaga de país-sede não foi utilizada.

### 68 kg
| Competição                          | Vagas | Classificados                                              |
| ----------------------------------- | ----- | ---------------------------------------------------------- |
| Jogos Pan-Americanos Júnior de 2021 | 1     | COL Colômbia                                               |
| Campeonato Pan-Americano de 2022    | 4     | VEN Venezuela CUB Cuba DOM República Dominicana CAN Canadá |
| Campeonato Pan-Americano de 2023    | 3     | USA Estados Unidos MEX México PER Peru                     |
| País-sede                           | 1     | CHI Chile                                                  |
| Convite                             | ASD   |                                                            |
| Total                               | 9     |                                                            |

### 76 kg
| Competição                          | Vagas | Classificados                                                  |
| ----------------------------------- | ----- | -------------------------------------------------------------- |
| Jogos Pan-Americanos Júnior de 2021 | 1     | CUB Cuba                                                       |
| Campeonato Pan-Americano de 2022    | 4     | USA Estados Unidos ECU Equador VEN Venezuela CAN Canadá        |
| Campeonato Pan-Americano de 2023    | 4     | COL Colômbia DOM República Dominicana ARG Argentina MEX México |
| País-sede                           | 0     | —                                                              |
| Convite                             | ASD   |                                                                |
| Total                               | 9     |                                                                |

- O Chile não competiu na categoria no Campeonato Pan-Americano de 2023, portanto não recebeu a vaga.